# Lake Merritt (BART)
Lake Merritt es una estación en las líneas Dublin/Pleasanton–Daly City, Fremont–Daly City y Richmond–Fremont del BART, administrada por la Distrito de Transporte Rápido del Área de la Bahía. La estación se encuentra localizada en 800 Madison Street en Oakland, California. La estación Lake Merritt fue inaugurada el 11 de septiembre de 1972.

## Descripción
La estación Lake Merritt cuenta con 1 plataforma central y 2 vías.La estación también cuenta con 207 de espacios de aparcamiento.

## Conexiones
La estación es abastecida por las siguientes conexiones de autobuses: 
- Rutas del AC Transit: Rutas 11, 26, 62, 88 (local)
Lanzadora:ECS